# Падерінське
Паде́рінське (рос. Падеринское) — село у складі Кетовського району Курганської області, Росія. Адміністративний центр Падерінської сільської ради.
Населення — 903 особи (2010, 861 у 2002).